# Étéocrétois

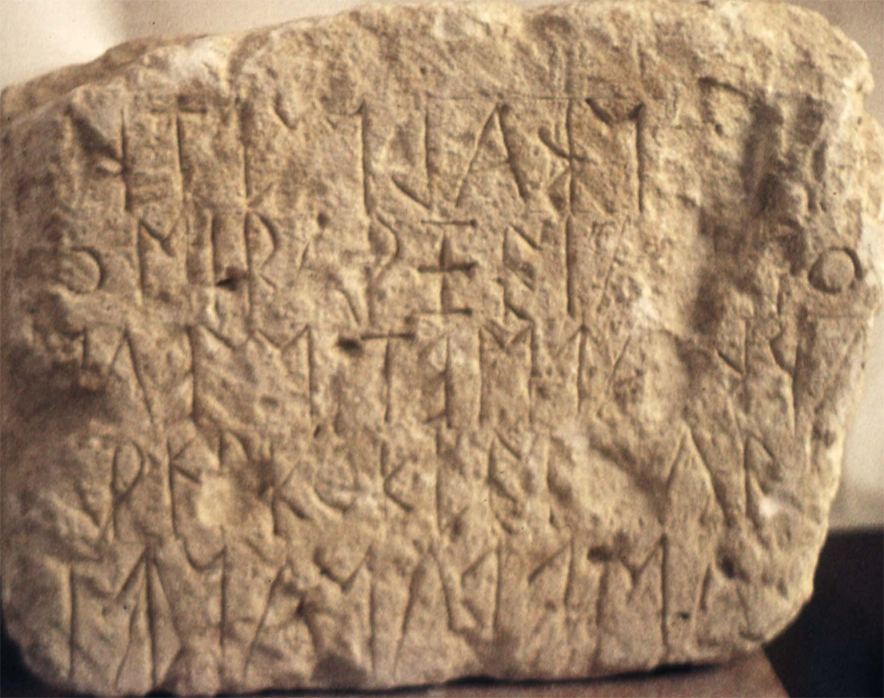
Photographie de la plus ancienne inscription étéocrétoise trouvée à Praisos en Crète, en 1884, par Federico Halbherr. Elle date de la fin du VIIe ou du début du VIe siècle av J-C. et est écrite en alphabet crétois archaïque et en boustrophédon.

L’étéocrétois est une langue pré-hellénique, qui était parlée dans l'est de la Crète au premier millénaire av. J.-C. Elle est connue par quelques inscriptions écrites avec l'alphabet grec, mais qui clairement ne sont pas du grec.

## Les Étéocrétois
Les Étéocrétois, dont le nom signifie les « Vrais Crétois » (le premier élément du nom vient du grec ἐτεός, qui veut dire « vrai, authentique ») sont déjà mentionnés par Homère parmi les peuples qui habitaient la Crète, à côté des Achéens, des Doriens, des Cydoniens et des Pélasges. Leur nom même suggère qu'il s'agissait d'un peuple autochtone, à la différence de nouveaux arrivants de langue grecque comme les Achéens et les Doriens.
Strabon (X, 475) pense que les Étéocrétois, comme les Cydoniens, étaient probablement autochtones.

## Inscriptions
Il reste cinq inscriptions en étéocrétois, dont deux sont des bilingues (l'autre langue étant le grec). Les deux bilingues ont été trouvées sur le site de Dreros, tandis que les trois autres inscriptions viennent de Praisos (ou Prasos) qui, selon Strabon, était une ville des Étéocrétois.

### Inscriptions de Dreros
Les deux bilingues de Dreros (Dreros no 1 et Dreros no 2), ainsi que six inscriptions monolingues en grec, ont été trouvées en 1936 dans la fouille d'une citerne située à proximité du temple d'Apollon Delphinios par Pierre Demargne et Henri Van Effenterre. Elles ont été publiées en 1946. Elles datent de la fin du VIIe siècle ou du début du VIe siècle av. J.-C.

### Inscriptions de Praisos
La plus ancienne (Praisos n° 1) des trois inscriptions est écrite en alphabet crétois archaïque et date de la fin du VIIe siècle ou du début du VIe siècle av. J.-C., comme celles de Dreros ; c'est Frederico Halbherr qui l'a découverte en 1884. Une autre inscription (Praisos no 2) est en alphabet ionien, sauf pour le lambda qui est celui de l'alphabet crétois archaïque ; elle date probablement du IVe siècle av. J.-C. ; elle a été trouvée par R. C. Bosanquet en juin 1901. La troisième (Praisos no 3) et plus récente (IIIe siècle av. J.-C.) est également en alphabet ionien, et utilise en plus le digamma ; elle a été découverte en juin 1904 par R. C. Bosanquet ; la partie gauche de l'inscription manque. Les trois inscriptions sont conservées au musée archéologique d'Héraklion.

## Classification linguistique
Ce qu'on peut déduire de ces quelques inscriptions, c'est que l'étéocrétois n'est ni une langue indo-européenne ni une langue sémitique. D'autres rapprochements ont été proposés, notamment avec l'étrusque et avec la stèle de Lemnos, mais cela reste indémontré.
Yves Duhoux, qui pense que l'actuel corpus ne permet pas d'établir une éventuelle parenté génétique pour l'étéocrétois, considère en revanche « que l'indo-européen présente une parenté typologique indéniable avec l'étéocrétois ».
Il est possible que l'étéocrétois vienne du minoen écrit en linéaire A et parlé en Crète au deuxième millénaire av. J.-C., mais l'absence d'un déchiffrement assuré du linéaire A ne permet pas de prouver cette parenté.